# LG G8 ThinQ
Das LG G8 ThinQ ist ein Android-Smartphone, das von LG Electronics als Teil der LG G-Serie entwickelt wurde. Es wurde offiziell am 24. Februar 2019 vorgestellt. Das Gerät ist der Nachfolger des 2018 erschienenen LG G7 ThinQ.

## Spezifikationen

### Hardware
Das LG G8 ThinQ verwendet ein Metallgehäuse mit Glasunterlage und ist für Wasser- und Staubbeständigkeit IP68-zertifiziert. Es ist in Schwarz, Grau und Rot erhältlich. Das G8 verfügt über ein 1440p FullVision AMOLED-Display mit einer Diagonale von 6,1 Zoll (ca. 15 cm) und einem Seitenverhältnis von 19,5: 9. Das G8 ist das erste Telefon der G-Serie, das über ein AMOLED-Display verfügt, zuvor war dieser Displaytyp Telefonen der V-Serie vorbehalten.
Das G8 verwendet das Qualcomm Snapdragon 855-System-on-Chip mit 6 GB RAM. Es wird mit 128 GB internem Speicher angeboten, der über eine SD-Karte erweitert werden kann. Kabelloses Laden nach dem Standard „Qualcomm Quick Charge 3.0“ wird unterstützt. Alle Modelle in allen Märkten werden mit Digital-Analog-Wandlern (DAC) ausgestattet, um die Tonausgabe zu verbessern.
Der G8 behält die biometrischen Optionen des G7 bei, führt jedoch eine neue „Hand ID“-Technologie ein, die die Kreislauf- und Handmuster des Benutzers liest. Der G8 verfügt auch über die AirMotion-Gestensteuerung. Diese werden durch das Hinzufügen eines Flugzeitsensors, der Z-Kamera, aktiviert.
Darüber hinaus behält das G8 den Boombox-Lautsprecher des G7 bei und fügt „Crystal Sound“ hinzu, der den Bildschirm vibriert und als Lautsprecher anstelle eines herkömmlichen Ohrhörers dient. Der G8 verfügt jedoch immer noch über einen konventionellen Bodenlautsprecher.
Mit einer an der Seite des Telefons befindlichen Taste können Google Assistant und Google Lens gestartet werden.
Die Kamera ist je nach Markt zwei- oder dreifach aufgebaut, mit einem Hauptobjektiv, einem Weitwinkelobjektiv und in manchen Märkten einem Teleobjektiv. Die Haupt- und Teleeinheiten haben 12 MP, die Weitwinkeleinheit 16 MP.

### Software
Das G8 ThinQ wird mit Android 9.0 „Pie“ und LGs UX-Skin geliefert. Das aktuelle Android-Betriebssystem für das LG G8 ThinQ ist Android 12.

## Rezeption
The Verge gab dem G8 ein 6.5, was die Ergonomie, den Vierfach-DAC, das Face Unlock und die Akkulaufzeit lobte, während er den piezoelektrischen Ohrhörer sowie Hand ID und AirMotion kritisierte und bemerkte, dass „möglicherweise keine zeitnahen Software-Updates veröffentlicht werden“.
Engadget gab dem G8 eine 73 und nannte es „eine vergeudete Gelegenheit“.
CNET gab dem G8 eine 8,5 und bemerkte, dass „das LG G8 ThinQ ein objektiv tolles Telefon ist … mit einem hohen Preis und ohne herausragende Merkmale“, kritisierte jedoch den Hochformatmodus für Videos.